# バート・ヘニンゲン
バート・ヘニンゲン (独: Bad Hönningen)はドイツ連邦共和国 ラインラント＝プファルツ州ノイヴィート郡にある市。ライン川の右岸にあり、ノイヴィートの北東約15km、ボンの南東約30kmに位置する。
バート・ヘニンゲン連合自治体 (独: Verbandsgemeinde Bad Hönningen) の行政庁所在地でもある。

## 姉妹都市
- サン＝ピエール＝レ＝ヌムール(Saint Pierre lès Nemours)　（フランスセーヌ＝エ＝マルヌ県 1980年）